# Gli sterminatori dell'anno 3000
Gli sterminatori dell'anno 3000 (br:Exterminadores do Ano 3000) é um filme realizado em co-produção por Itália e Espanha, do ano de 1983, dos gêneros ficção científica e ação, dirigido por Giuliano Carnimeo.

## Enredo
No ano 3000 a Terra se transformou em um deserto após uma guerra nuclear. Um grupo de assassinos liderados por um fanático acredita que sua missão é matar todos os sobreviventes para purificar o planeta. Os pequenos grupos de sobreviventes, procuram um lugar, onde ainda impere a civilização e, que tenha restado da guerra. Eles são guiados por sinais de rádio mas, acabam sendo presa do grupo de fanáticos. Em um destes ataques surge o herói que, com habilidade e recursos técnicos consegue eliminar uma parte dos bandidos. Agora ele também se torna caça do grupo que quer vingança.

## Elenco
O elenco principal de Exterminadores do Ano 3000 é composto por:
| Nome                 | Personagem                       |
| -------------------- | -------------------------------- |
| Robert Iannucci      | Alien                            |
| Alicia Moro          | Trash                            |
| Luciano Pigozzi      | Papillon                         |
| Eduardo Fajardo      | Senador                          |
| Fernando Bilbao      | Crazy Bull                       |
| Beryl Cunningham     | Shadow                           |
| Luca Venantini       | Tommy                            |
| Anna Orso            | Linda                            |
| Venantino Venantini  | John                             |
| Sergio Mioni         | Não creditado                    |
| Román Ariznavarreta  | Não creditado                    |
| José Luis Chinchilla | Não creditado                    |
| Garcia Monserrat     | Não creditado                    |
| Riccardo Mioni       | Não creditado                    |
| Franco Maria Salamon | Não creditado                    |
| James Clayton        | Não creditado                    |
| Virgilio Daddi       | Motorista caminhão de água       |
| Edward Mannix        | Voz Papillon em inglês           |
| Susan Spafford       | Voz Linda em inglês              |
| Pat Starke           | Voz Shadow em inglês             |
| Goffredo Unger       | Voz Motorista caminhão em inglês |